# Cinnamomum magnificum
Cinnamomum magnificum är en lagerväxtart som beskrevs av André Joseph Guillaume Henri Kostermans. Cinnamomum magnificum ingår i släktet Cinnamomum och familjen lagerväxter. Inga underarter finns listade i Catalogue of Life.